# Communauté de communes de l'Île-Rousse - Balagne
La communauté de communes de l'Île-Rousse - Balagne est une communauté de communes française située dans le département de la Haute-Corse dans la collectivité territoriale de Corse.

## Histoire
La communauté de communes est créée au 1er janvier 2017 par arrêté du 23 décembre 2016. Elle est formée par fusion de la communauté de communes du Bassin de vie de l'Île-Rousse et de la communauté de communes di E Cinque Pieve di Balagna.

## Administration
| Période      | Période  | Identité       | Étiquette    | Qualité            |
| ------------ | -------- | -------------- | ------------ | ------------------ |
| 2014         | 2017     | Paul Lions     | PS           | Maire de Corbara   |
| janvier 2017 | En cours | Lionel Mortini | Régionaliste | Maire de Belgodère |

## Listes des communes
La communauté de communes est composée des 22 communes suivantes :

| Nom                       | Code Insee | Gentilé       | Superficie (km2) | Population (dernière pop. légale) | Densité (hab./km2) |
| ------------------------- | ---------- | ------------- | ---------------- | --------------------------------- | ------------------ |
| L'Île-Rousse (siège)      | 2B134      | Isolani       | 2,5              | 3 213 (2022)                      | 1 285              |
| Belgodère                 | 2B034      | Belgodercecci | 13,01            | 773 (2022)                        | 59                 |
| Corbara                   | 2B093      | Corbarais     | 10,19            | 942 (2022)                        | 92                 |
| Costa                     | 2B097      |               | 1,09             | 49 (2022)                         | 45                 |
| Feliceto                  | 2B112      | Filicidinchi  | 15,25            | 233 (2022)                        | 15                 |
| Lama                      | 2B136      |               | 19,92            | 152 (2022)                        | 7,6                |
| Mausoléo                  | 2B156      | Mausoléais    | 19,43            | 25 (2022)                         | 1,3                |
| Monticello                | 2B168      | Monticellois  | 10,64            | 2 057 (2022)                      | 193                |
| Muro                      | 2B173      | Muraschi      | 7,92             | 248 (2022)                        | 31                 |
| Nessa                     | 2B175      | Nessois       | 5,86             | 124 (2022)                        | 21                 |
| Novella                   | 2B180      |               | 30,23            | 80 (2022)                         | 2,6                |
| Occhiatana                | 2B182      |               | 12,62            | 245 (2022)                        | 19                 |
| Olmi-Cappella             | 2B190      |               | 51,1             | 187 (2022)                        | 3,7                |
| Palasca                   | 2B199      | Palascais     | 49,56            | 190 (2022)                        | 3,8                |
| Pietralba                 | 2B223      | Pietralbais   | 38,98            | 503 (2022)                        | 13                 |
| Pigna                     | 2B231      |               | 2,21             | 122 (2022)                        | 55                 |
| Pioggiola                 | 2B235      |               | 18,59            | 86 (2022)                         | 4,6                |
| Santa-Reparata-di-Balagna | 2B316      |               | 10,16            | 999 (2022)                        | 98                 |
| Speloncato                | 2B290      | Speloncatais  | 17,67            | 261 (2022)                        | 15                 |
| Urtaca                    | 2B332      | Urtacais      | 31,26            | 259 (2022)                        | 8,3                |
| Vallica                   | 2B339      | Vallicais     | 12,07            | 28 (2022)                         | 2,3                |
| Ville-di-Paraso           | 2B352      |               | 9,37             | 206 (2022)                        | 22                 |

## Démographie
| 1968  | 1975  | 1982  | 1990  | 1999  | 2006  | 2011   | 2016   | 2022   |
| ----- | ----- | ----- | ----- | ----- | ----- | ------ | ------ | ------ |
| 6 361 | 6 509 | 7 132 | 7 025 | 8 136 | 9 218 | 10 444 | 10 457 | 10 982 |